# Kaninpaska
Kaninpaska är en ö i Finland. Den ligger i sjön Getträsket och i kommunen Pyttis i  landskapet Kymmenedalen, i den södra delen av landet, 100 km öster om huvudstaden Helsingfors. Öns area är 0,2 hektar och dess största längd är 80 meter i öst-västlig riktning.